# Antiluftskyts
Antiluftskyts, også kaldet flak (fra tysk: Flugabwehrkanone) og AAA (triple-A, fra engelsk: Anti Aircraft Artillery) er et våben til nedskydning af fjendtlige flyvemaskiner under en krig.
Jord til luft-missiler er nu næsten eneherskende på området, men før den nyeste teknologi fandt indtog i denne våbenart, fandtes antiluftskyts i alle afskygninger, lige fra personbetjente tunge maskingeværer i dobbelt eller endda tre- og firdobbelt affutage til radarstyrede, automatiske kanoner i kalibre fra 20 mm og op til 150 mm.
Under 2. verdenskrig blev FlaK også brugt som panserværnskanoner (PaK), 88 mm viste sig at være yderst effektiv mod kampvogne og andre pansrede køretøjer, og endte med at blive monteret på flere modeller af tyske kampvogne; JadgPanther (modificeret Panther/Panzer V), Tiger, Tiger 2/Kongetiger). 
- Wikimedia Commons har flere filer relateret til Antiluftskyts

| Militær | Spire Denne artikel om militær er en spire som bør udbygges. Du er velkommen til at hjælpe Wikipedia ved at udvide den. |